# Noureddine Zekara
Noureddine Zekara  né le 23 novembre 1963 à Batna, est un artiste-peintre et dessinateur algérien originaire des Aurès.

## Biographie
Natif des Aurès, Noureddine Zekara est fortement imprégné de la culture chaouie, de l’histoire ancestrale de cette région montagneuse, riche en couleurs, et de Batna, la ville qui l’a vu naître . Il est membre de l'Union nationale des arts plastiques. Il fait des études à l'Institut technologique de l’Enseignement .

### Styles et inspiration
Il utilise la peinture à l’huile et les crayons de couleurs, il fait également des portraits de style : semi-figuratif et abstrait. Son monde est le peuple chaouis, il se consacre aux femmes, aux hommes, aux vieillards et aux enfants, à la  vie quotidienne dans les Aurès.

## Expositions
- Il expose en individuel dans plusieurs villes dont Marly le Roi en 2008 et à Alger en 2010[2].
- à Batna, il participe à plusieurs expositions en 1989, en 1998, en 1999, en 2002, en 2004, en 2005, en 2008, etc.[2].
- à Alger, Noureddine Zekara expose plusieurs fois en 1990, en 1999, en 2000, en 2001, en 2002, en 2003, en 2004, en 2005, en 2008, en 2010, etc.[2].
- à Tizi Ouzou en 2000 et en 2003[2].
- en 2001, il expose dans la ville de Constantine[2].
- Il expose en 2002 à Khenchela, et à Oran en 2003,  à Biskra  et à Sétif, en 2005 , à Tipaza et à Béjaïa en 2006[2].
- en 2003, il participe à l'exposition en hommage à Chérif Merzouki à la Galerie d’art Mohamed Racim à Alger [3]

### Expositions nationales
- 2000 - Fondation Assiah - Alger 1er Prix pour L’Africaine
- 2001 - salon des arts plastiques - Constantine
- 2002 - Université de Batna Salon Régional de Khenchela
- 2003 - Salon National - Annaba
- 2003 - Galerie Racim - Alger
- 2003 - Salon Méditerranéen - Oran
- 2004 - Salon des arts plastiques de l’Est
- 2004 - Galerie Racim
- 2004 - Maison de la culture de Batna

### Expositions internationales
- 2003- Exposition collective Tunisie
- 2004 - 26em Salon des arts de Montesson Yvlines (France)
- 2005 - 28em Salon des arts du Pecq Yvelines (France)
- 2006 Salon de haute coiffure Jerome Sauvain(le Pecq sur Sein (France))
- 2006 28em salon de Montesson Yvelines France
- 2007 30em salon des arts du Pecq sur Seine
- 2007 du 13 au 16 juillet, participation à la Barnes Fair Day, à (Londres)[2].
- Zekara participe dans les expositions à Val de Mauldre en 2007 et en 2008[2].
- En 2007, participe à une exposition à Epône[2].
- En 2009, expose au Vésinet[2].
- En 2010 , expose à Johannesbourg[2]

### Prix
- Il a obtenu le premier prix de la Fondation Asselah en 2000 à Alger[2].
- Nouredinne Zekara a gagné le Prix du dessin au Salon du Val  Mauldre en 2007, dans la même année, il obtient le prix public et ainsi que le prix du Salon d'Epone[2].
- En 2009, il gagne le Prix de l'œuvre sur papier au 22e Salon des arts du Pecq en France[2].